# Беле ноћи
Беле ноћи су ноћи у којима Сунце залази само на кратко, тако да је и ноћ светла. Беле ноћи се јављају у местима чија је географска ширина изнад 60° јужно или северно. 
Беле ноћи у Санкт Петербургу су чувене по томе што су тема истоимене приче Достојевског из 1848. У Немачкој се беле ноћи могу доживети на острву Силт. Крајем децембра беле ноћи се делимично јављају на крајњем југу Јужне Америке, у месту Пуерто Вилијамс у Ушуаји и на Фолкландским Острвима. У подручјима изнад поларника Сунце повремено уопште не залази (такозвано поноћно Сунце). На самим половима, јавља се такозвани поларни дан који траје шест месеци.
У Италији и Француској израз „бела ноћ“ (итал. Le notti bianche, фр. Les nuits blanches) означава ноћ проведену у слављу или проводу. У Грчкој „бела ноћ“ је синоним за поподневни одмор.